# Cwmbran
Cwmbran (wal. Cwmbrân, wym. [kʊm'bra:n]) – miasto w Wielkiej Brytanii, w Walii w hrabstwie Torfaen. Położone jest w południowej części kraju, 6 km na północ od Newport. Miało służyć jako centrum mieszkalne dla pobliskich kopalń węgla.
W mieście rozwinął się przemysł samochodowy, chemiczny oraz spożywczy.

## Historia
Miasto założono w roku 1949 w oparciu o okoliczne wioski Old Cwmbrân i Llantarnam. Budowę rozpoczęto w roku 1951; liczba ludności w ciągu 20 lat wzrosła do 33 000. Ostatnie budynki oddano do użytku w latach osiemdziesiątych XX wieku.